# Cornice narrativa
Per cornice narrativa si intende una parte di testo all'interno della quale l'autore inserisce un racconto nel racconto.
È un espediente adottato soprattutto nella novellistica: diverse novelle possono essere raccontate dai narratori descritti nello stesso testo ed essere quindi legate da un contesto comune. Il primo esempio si trova nella letteratura indiana nella raccolta Pañcatantra, scritta in sanscrito. Altri esempi esistono nella successiva letteratura indiana, come nella raccolta Kathasaritsagara del secolo XI.
Si ricordano le seguenti opere inserite in una cornice narrativa:
- Le mille e una notte sono il più noto esempio di questo artificio letterario. Infatti l'opera caratterizzata da vari racconti è incorniciata dalla saggia Sharāzād che, condannata a morte, intrattiene il sultano per una notte intera con svariati racconti nel tentativo di rimandare l'esecuzione ed essere salvata. L'intrattenersi tra Sharāzād ed il sultano costituiscono la cornice, il resto dei testi sono le novelle;
- Libro de' sette savi, raccolta medievale di novelle di origine orientale;
- Il Decameron di Giovanni Boccaccio. È costruito interamente entro una cornice narrativa in cui i narratori, dei giovani, fuggono da un'epidemia di peste a Firenze: passano due settimane in un luogo ameno e appartato e, per trascorrere meglio il tempo, si raccontano le varie novelle: è questa la cornice dell'opera, mentre il resto del testo è costituito dalle cento novelle che si susseguono nell'opera. Tra una novella e l'altra, riemerge la cornice sotto forma di descrizione delle azioni o dei dialoghi dei dieci giovani;
- Il Pecorone di Giovanni Fiorentino (XIV secolo), raccolta di cinquanta novelle;
- Il Novelliere di Giovanni Sercambi (XIV secolo), raccolta di centocinquanta novelle;
- Le piacevoli notti, settantacinque novelle del bergamasco Giovanni Francesco Straparola (XV - XVI secolo);
- I racconti di Canterbury di Geoffrey Chaucer. Un gruppo di ventinove pellegrini partono dal Tabard Inn (Locanda del Tabarro) nel Southwark a Londra e si recano in pellegrinaggio alla tomba di san Tommaso Becket posta nella Cattedrale di Canterbury. Il narratore si unisce a loro e l'oste suggerisce ai pellegrini di raccontare delle novelle durante il cammino;
- gli Ecatommiti di Giambattista Giraldi Cinzio (XVI secolo);
- Lo cunto de li cunti; raccolta di fiabe di Giambattista Basile (secolo XVII).
- I racconti di Belkin di Aleksandr Sergeevič Puškin.
- Memorie dalla casa dei morti di Fëdor Dostoevskij.
- Le città invisibili di Italo Calvino.
- Il bar sotto il mare di Stefano Benni.